# SMS Frauenlob
Az SMS Frauenlob a Császári Haditengerészet egyik könnyűcirkálója – korabeli német megjelölés szerint kiscirkálója – volt, a Gazelle-osztály javított változatának első egysége. Az első világháború idején a skagerraki csatában süllyedt el.
Tradicionális nevét az 1860. szeptember 2-án Jokohama előtt egy tájfun során elveszett porosz katonai szkúner, a Frauenlob után kapta, mely vitorlás építési költségeit női adományozók fedezték.

## Építése
A Gazelle-osztály hét egységét 1897 és 1900 között kezdték el megépíteni. Az első tapasztalatok után a Birodalmi Tengerészeti Hivatal (Reichsmarineamt) átdolgozta a terveket. A parancsnoki torony erősebb páncélzatot kapott, nagyobb számú személyzet elhelyezésére tették alkalmassá, a szélességét pedig megnövelték, hogy több szenet tudjon magával szállítani a nagyobb hatótávolság elérésének érdekében. A módosított tervek alapján készített három egység merülése is nagyobb lett. 1901 nyarán a brémai AG Weser megbízást kapott a "G" és "H", a későbbi Frauenlob és az Arcona megépítésére. A harmadik, "J" jelöléssel ellátott egység, a későbbi Undine elkészítésére a kieli Howaldtswerke kapott megbízást.

A Frauenlob előrehozott vízrebocsátására már 1902. március 22-én hely hiányában a hajógyárban került sor. A keresztelő beszédet a Birodalmi Haditengerészeti Hivatal egyik részlegvezetője, Wilhelm von Büchsel altengernagy mondta, a keresztelést Anna stolberg-wernigerodei hercegnő végezte. 

## Szolgálata

### Békeidők
A próbajáratok elvégzéséhez 1903. február 17-én adták át. A Skagerrak és a Kattegat határánál lévő Skagen-foknál tett három napos menetpróba után 1903. április 5-én érkezett meg Kielbe és az I. csatahajóraj felderítő egységéhez osztották be, annak ellenére, hogy ekkor még pár próbája hátravolt. Részt vett a csatahajóraj május 7. és június 10. közötti atlanti vizeken végrehajtott gyakorlatozásán, melynek során spanyol kikötőket is felkerestek, majd minden ezt követő gyakorlóúton és hadgyakorlaton. Ezek keretében felkereste Hollandiát és Norvégiát. 1905. május 29-én Bremerhaven kikötőjéből való kifutáskor a kormánymű meghibásodása miatt iszapra futott, de nem érte károsodás. 1906-ban a Robert Mischke fregattkapitány parancsnoksága alatt álló Frauenlob nyerte a Kaiser-Schießpreis nevű tüzérségi versenyt a könnyűcirkálók között, igaz a torpedóvetésnél véletlenül a saját gőzcsónakját süllyesztette el. 1908. január 19-én a Frauenlob utolsó Gazelle-osztályú cirkálóként 1908. január 19-én vonták ki az aktív flotta állományából. Parancsnoka és a legénység nagy része az újonnan szolgálatba állított turbinahajtású Stettin könnyűcirkálóra került át.
1912 nyarán megkezdték a tartalékba helyezett cirkáló felújítását. Négy fedélzeten elhelyezett lövegét eltávolították és 10 darab 3,7 cm-es löveget kapott helyettük, hogy iskolahajóként szolgálhasson. Habár az átépítésével már 1913 januárjában végeztek, ekkor még nem állították szolgálatba.

### Első világháború

#### Helgolandi csata

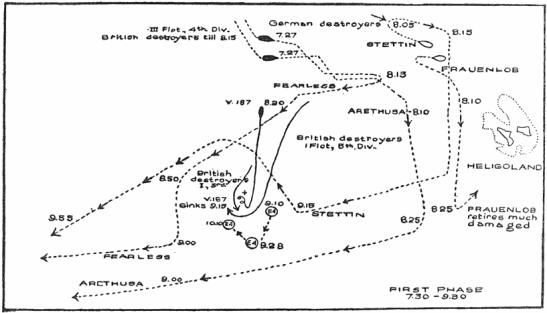
A Helgolandi csata első fázisa

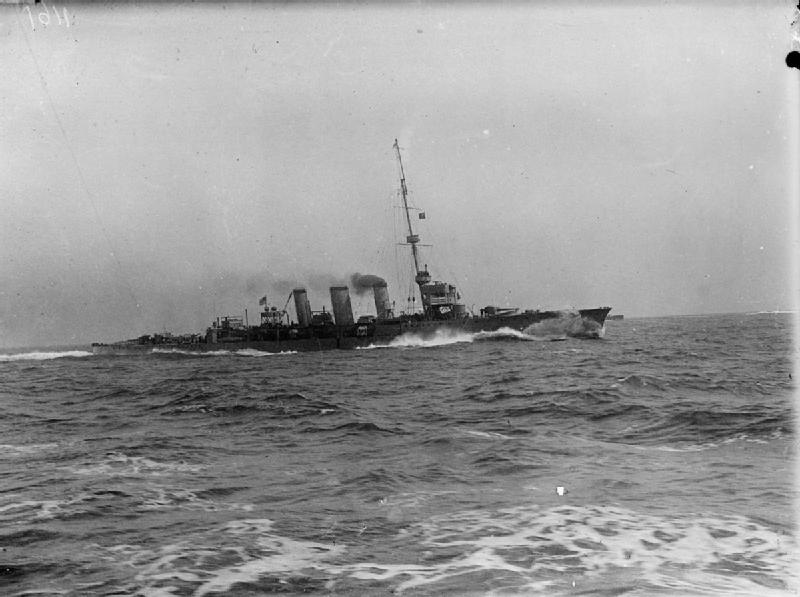
HMS Arethusa

A háború kezdetén. 1914. augusztus 2-án a Frauenlobot ismét aktív szolgálatba helyezték, és a Helgoland szigete körüli őrjáratok biztosítását ellátó könnyűcirkálókhoz osztották be. 1914. augusztus 28-án erős brit kötelékek támadták meg a sziget közelében őrjáratozó német rombolókat. A brit rombolók felbukkanásakor Helgolandtól délnyugatra lévő Frauenlob és Stettin könnyűcirkálókat riadóztatták. Reggel 8 óra körül első nagyobb német egységekként értek a helyszínre és felvették a harcot a Reginald Tywhitt sorhajókapitány vezette harwichi különítménnyel (Harwich Force), mely két könnyűcirkálóval és 33 rombolóval volt jelen a csatában.
A Frauenlob az összecsapás elején 25-35 találatot ért el a britek zászlóshajóján, az Arethusán és ezek közül két találata megbénította ellenfelét, melynek csak egyetlen ágyúja maradt használható. Az egyik lövedéke begyújtotta az egyik kordit töltetet a brit hajó fedélzetén, hatalmas tüzet okozva. A vadonatúj brit cirkáló jóval modernebbnek számított, de épp ekkor állították szolgálatba és legénysége még tapasztalatlannak számított. A brit cirkáló sebessége 10 csomóra esett vissza és jobb fordulóval vált ki a harcból. A Frauenlob 8:30 körül a nagy köd miatt és mert elveszítette a Fearless-szel folytatott harcban megsérült Stettinnel a kapcsolatot, felhagyott a sérült ellenség üldözésével.
A Frauenlob tíz találatot kapott az összecsapás során, de súlyos károk nem érték. Öten estek el a fedélzetén és 32 fő megsebesült. A V 3 és a súlyosan megrongált T 33 aknakeresővel együtt, mely utóbbit vontába vette, visszahúzódott a helgolandi partvédelmi lövegek védelmébe. Szerencsés módon nem futott bele a nagyobb brit kötelékekbe, melyek Tyrwhitt segítségére érkeztek. A Cöln, a Mainz és az Ariadne könnyűcirkálók valamint a V 187 romboló azonban odavesztek a németek számára szerencsétlenül végződött harcban e napon.
1914 novemberében a Frauenlob ismét bevetésre készen állt, osztályának egységei közül egyetlenként a felderítőerők kötelékében a Helgolandnál elszenvedett magas veszteségek miatt. 1915 októberében hosszabb időt töltött hajógyárban. A parancsnokát és a legénységének nagyobb részét az aknatalálat elszenvedése után kijavított Danzigra helyezték át, mely röviddel ezután a Balti-tengeren futott ismét aknára. A parancsnok és a legénység nagy része így ismét visszakerült a Frauenlobra, mely 1916 elején visszatért a IV. felderítőcsoporthoz (Aufklärungsgruppe IV).

#### Skagerraki csata

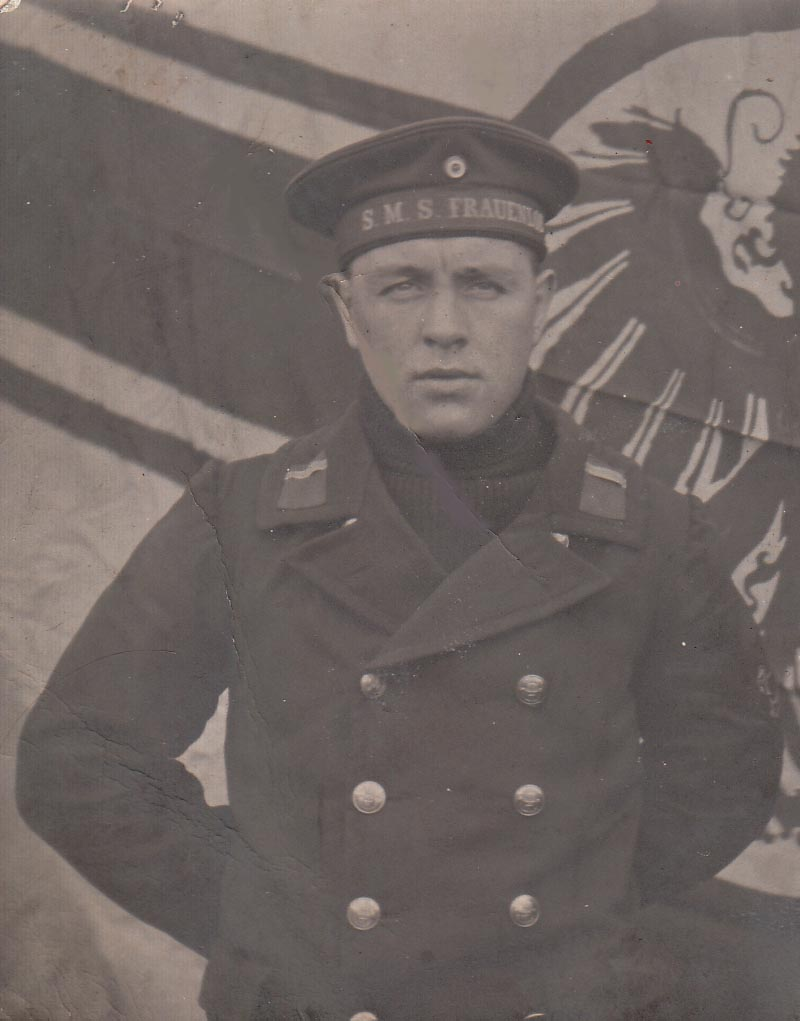
Anton Schmitt

A skagerraki csatában a Frauenlob a IV. felderítőcsoport tagjaként vett részt, mely egységet Ludwig von Reuter sorhajókapitány vezetett a Stettinről. A csoporthoz tartoztak még a München, a Stuttgart és a Hamburg könnyűcirkálók, melyek közül az utóbbi az I. tengeralattjáró-flottilla (U-Bootflottille I) zászlóshajója volt.

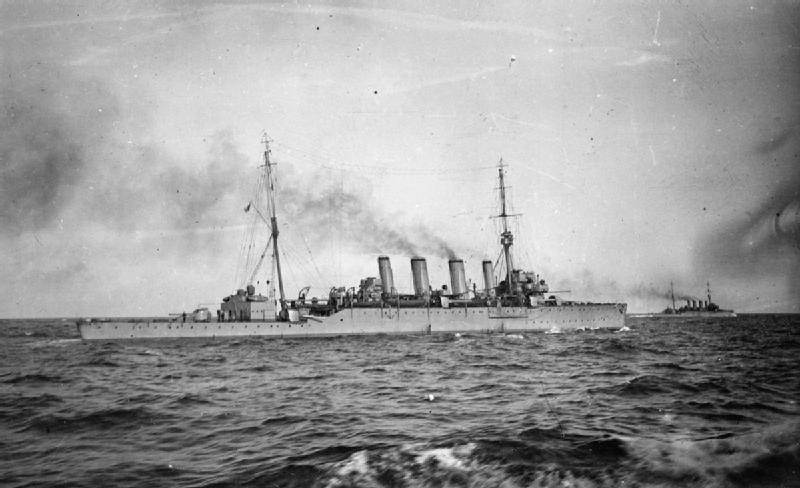
HMS Southampton

A Frauenlob késő este került először közel az ellenséghez, mikor IV. felderítőcsoport összetalálkozott a brit 3. könnyűcirkálórajjal, de a gyenge látási körülmények miatt csak rövid tűzharcot vívott az ellenséggel. Ennek során csak a Stettin és a München adott le lövéseket, de találatokat ők sem értek el.
Később, a kaotikus éjszakai harcok során a felderítőcsoport 22:00 körül a britek 2. könnyűcirkálórajával találkozott össze, melyet William Goodenough sorhajókapitány (Commodore) vezetett és a két kötelék között kis távolságból heves tűzharc tört ki. A brit Southampton és Dublin cirkálókat súlyosan megrongálták, de a Southamptonról kilőtt egyik torpedó eltalálta a Frauenlobot. Ezzel egyidőben az ellenséges ágyútűz következtében a taton lévő készenléti muníció lángra kapott. A Frauenlob balra megdőlve süllyedni kezdett. A legénységének egy része így is tovább folytatta a harcot, egészen a hajó 23:35-kor bekövetkezett elsüllyedéséig. A 332 főnyi legénységéből mindössze nyolc fő élte túl a pusztulását. Az elesettek közül külön kiemelik Anton Schmitt altisztet, aki tüzérként súlyos sérülései ellenére is posztján maradt és a hajójával együtt merült a hullámok alá. A Kriegsmarine Anton Schmitt rombolója az ő tiszteletére kapta a nevét.

## A hajó napjainkban

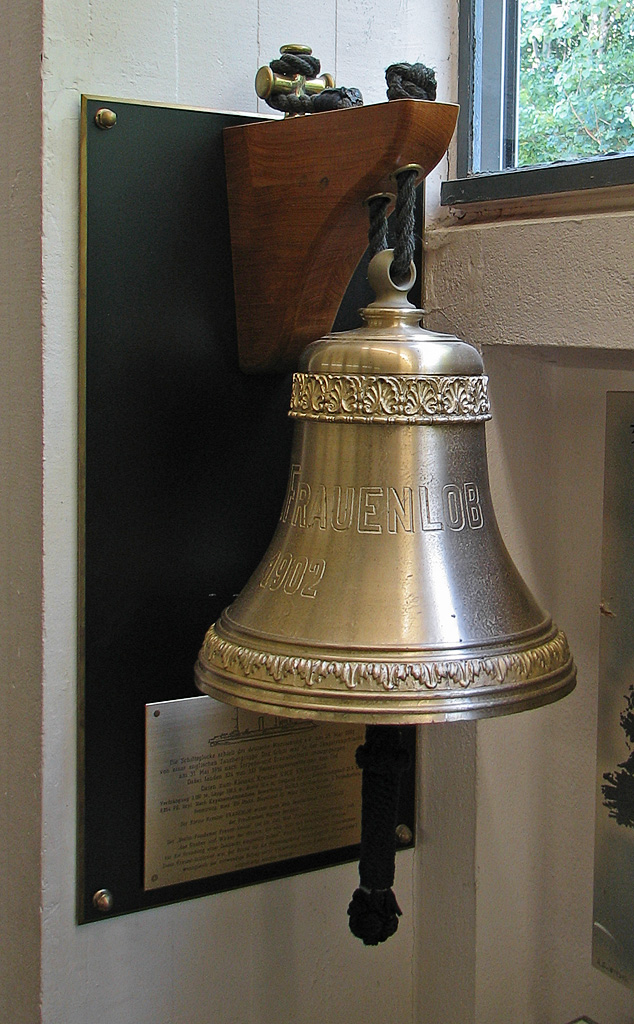
A Frauenlob harangja

A hajó maradványainak helyzetét 2000-ben határozták meg dán búvárok. A hajótest jórészt ép állapotban van. 2001-ben találták meg a harangját, melyet a felszínre hoztak és a Laboe-i Haditengerészeti Emlékműnek adtak át.

## Parancsnokok
| 1903. február 17. – 1904. szeptember | Johannes Nickel korvettkapitány/fregattkapitány          |
| 1904. szeptember – 1905. szeptember  | Maximilian Cäsar fregattkapitány                         |
| 1905. október – 1907. szeptember 30. | Robert Mischke fregattkapitány                           |
| 1907. október 1. – 1908. január 19.  | Friedrich Boedicker korvettkapitány/fregattkapitány      |
| 1914. augusztus 2. – 1915. január    | Konrad Mommsen fregattkapitány                           |
| 1915. január-október                 | Georg Hoffmann fregattkapitány                           |
| 1915. október-december               | Johannes Wagner tartalékos sorhajóhadnagy(képviseletben) |
| 1915. december – 1916. május 31.     | Georg Hoffmann fregattkapitány                           |

## Linkek
- Frauenlob (deutsche-schutzgebiete.de)
- Gazelle-osztály (worldwar1.co.uk oldalon)
- Frauenlob (battleships-cruisers.co.uk)
- Gazelle-osztály (historyofwar.org)
- The wrecks of the Battle of Jutland (periscopepublishing.com)

## Fordítás
- Ez a szócikk részben vagy egészben  a   SMS Frauenlob című angol Wikipédia-szócikk ezen változatának fordításán alapul.  Az eredeti cikk szerkesztőit annak laptörténete sorolja fel. Ez a jelzés csupán a megfogalmazás eredetét és a szerzői jogokat jelzi, nem szolgál a cikkben szereplő információk forrásmegjelöléseként.
- Ez a szócikk részben vagy egészben  a   SMS Frauenlob (1912) című német Wikipédia-szócikk ezen változatának fordításán alapul.  Az eredeti cikk szerkesztőit annak laptörténete sorolja fel. Ez a jelzés csupán a megfogalmazás eredetét és a szerzői jogokat jelzi, nem szolgál a cikkben szereplő információk forrásmegjelöléseként.